# (30593) Dangovski
(30593) Dangovski est un astéroïde de la ceinture principale.

## Description
(30593) Dangovski est un astéroïde de la ceinture principale. Il fut découvert le 16 août 2001 à Socorro (Nouveau-Mexique) par le projet LINEAR. Il présente une orbite caractérisée par un demi-grand axe de 2,77 UA, une excentricité de 0,08 et une inclinaison de 6,2° par rapport à l'écliptique.

## Compléments